# Битка код Минча (1800)
Битка код Минча или битка код Поцуола вођена је 25. и 26. децембра 1800. године између француске и аустријске војске током Француских револуционарних ратова. Завршена је победом Француске.

## Битка
У Француским револуционарним ратовима, француска Италијанска армија под генералом Виљемом Брином је форсирала Минчо код Поцуола и Монканбана и одбацила Аустријанце под генералом Хајнрихом Белгардом иза Адиђе наневши им губитке од 8000 до 9000 људи и 30 топова.